# 三会镇
三会镇，是中华人民共和国四川省南充市嘉陵区下辖的一个乡镇级行政单位。

## 行政区划
三会镇下辖以下地区：
羊儿湾社区、三会村、青家嘴村、红石坎村、观音院村、大田沟村、牌坊沟村、韩家嘴村、红庙子村、茅房嘴村、贾家坝村、书房上村和汤槽沟村。